# 斋藤育造
斋藤育造（日语：／ Saito Ikuzo，1960年8月11日—），日本男子摔跤运动员。他曾代表日本参加1984年和1988年夏季奥林匹克运动会摔跤比赛，获得一枚铜牌。他也曾参加1986年亚洲运动会。